# Solarnia (Ornontowice)
Pour les articles homonymes, voir Solarnia.
Solarnia est une localité polonaise de la gmina d'Ornontowice, située dans le powiat de Mikołów en voïvodie de Silésie.